# گمینا شچوچین
گمینا شچوچین (به لهستانی:  Gmina Szczucin) یک گمینا در لهستان است که در شهرستان دانبرووا واقع شده‌است. گمینا شچوچین ۱۱۹٫۸۳ کیلومتر مربع مساحت و ۱۳٬۳۶۹ نفر جمعیت دارد.